# 海軍總司令部 (普魯士)
海軍總司令部（德語：Oberkommando der Marine，常縮寫為「OKM」）是存在於1859年至1871年期間的普魯士皇家海軍最高指揮機關。
在「普魯士戰爭部」部長阿德爾伯特親王的主導下建立了德國人的第一支現代化海軍，並於1859年3月14日將統帥權分離成「海軍總司令部」以及直屬普魯士國王的「海軍局」。在德意志帝國建立後，普魯士王國的「海軍總司令部」被併入帝國中央的「帝國海軍部」，其權力分給了後者和「海軍總監」。
前後共兩任海軍總司令：
- 阿德爾伯特親王--1859年3月15日至1871年6月15日
- 卡爾·斐迪南·巴特什（德语：Karl Ferdinand Batsch）上將--1870年7月31日至1871年6月15日